# Sugarloaf Village
Sugarloaf Village – jednostka osadnicza w Stanach Zjednoczonych, w stanie Kalifornia, w hrabstwie Tulare.